# Robert Rothbart
Robert Rothbart, nato Boris Kajmaković (in ebraico רוברט רות'בארט‎?; Sarajevo, 16 giugno 1986), è un cestista bosniaco naturalizzato israeliano.

## Palmarès
- Campionato bosniaco: 1

Igokea: 2013-14
- Coppa di Slovenia: 1

Union Olimpija: 2012